# Дубовка (Камышинский район)
Дубовка — хутор в Камышинском районе Волгоградской области, в составе Терновского сельского поселения.
Население — 278 чел. (2010)

## История
Основан в середине XVIII века. Заселен государственными крестьянами, великороссами. Хутор относился к Камышинской волости Камышинского уезда Саратовской губернии. С 1864 года - сельское управление. Имелась общественная водяная мельница. Земельный надел составлял 1805 десятин удобной (пашни - 1092) и 663 десятины неудобной земли. Отдельные хозяйства арендовали землю у колонистов Усть-Кулалинской волости.
С 1928 года — в составе Камышинского района Камышинского округа (округ ликвидирован в 1934 году) Нижневолжского края (впоследствии Сталинградского края, с 1936 года — Сталинградской области, с 1961 года — Волгоградской области). В 1928 года - центр Дубовского сельсовета, впоследствии в составе Терновского сельсовета (с 2005 года - Терновское сельское поселение).

## География
Хутор находится в лесостепи, в пределах восточной покатости Приволжской возвышенности, являющейся частью Восточно-Европейской равнины, на западном берегу Волгоградского водохранилища. Хутор занимает полуостров между заливами Волгоградского водохранилища, образовавшимися в нижних частях балки Сухая Дубовка и оврага Попов на высоте около 25 метров над уровнем моря. Рельеф местности холмисто-равнинный, сильно расчленённый балками и оврагами. Почвы каштановые.
Близ хутора проходит автодорога Камышин - Воднобуерачное. По автомобильным дорогам расстояние до районного центра города Камышин — 20 км, до областного центра города Волгоград — 215 км, до административного центра сельского поселения села Терновки — 5 км.
Часовой пояс
Дубовка, как и вся Волгоградская область, находится в часовой зоне МСК (московское время). Смещение применяемого времени относительно UTC составляет +3:00.

## Население
Динамика численности населения
| 1860 | 1886 | 1891 | 1894 | 1897 | 1911 | 1987 | 2002 |
| ---- | ---- | ---- | ---- | ---- | ---- | ---- | ---- |
| 251  | 487  | 539  | 601  | 625  | 762  | ≈310 | 324  |

| 2010 |
| ---- |
| 278  |